# Habenaria alinae
Habenaria alinae är en orkidéart som beskrevs av Dariusz Lucjan Szlachetko. Habenaria alinae ingår i släktet Habenaria och familjen orkidéer.
Artens utbredningsområde är Kamerun. Inga underarter finns listade i Catalogue of Life.